# Liz Torres
Elizabeth Larrieu Torres (Bronx, New York, 1947. szeptember 27. –) amerikai színésznő, énekesnő, humorista. Legismertebb szerepei Mahalia Sanchez a The John Larroquette Show (1993–1996) című vígjátéksorozatból és Patricia "Miss Patty" LaCosta a Szívek szállodája (2000-2007) sorozatból. Ő játszotta továbbá Julie Erskine karakterét a Phyllis sorozatban, illetve Teresa Betancourt-ot az All in the Familyben. Ezeken kívül még több sorozatban és filmben is szerepelt.

## Élete

### Származása, ifjúkora
Karrierjét humoristaként és énekesként kezdte, több klubban is fellépett barátjával, Bette Midlerrel. 1971-ben a The Tonight Show Starring Johnny Carson egyik producere látta Torres egyik előadását, és megkérte, hogy szerepeljen a műsorban. Első filmes szerepe 1969-ben volt, az alacsony költségvetésű  Utterly Without Redeeming Social Value című filmben volt.

### Magánélete
Torres Bronx-ban született. Szülei Puerto Ricóból költöztek oda.
Jelenleg Los Angelesben él, férje pedig Peter Locke, a The Kushner-Locke Company alapítója.

## Filmszerepei
- 1988: Naplemente; Rosa
- 1989: Knots Landing, egy epizód
- 1992: Quantum Leap – Az időutazó, 71. epizód: Egy igazi angyal
- 1998: Ally McBeal, egy epizód
- 1998: A dadus, egy epizód
- 1998: Furcsa pár 2.
- 2000–2007: Szívek szállodája, 79 epizód
- 2003: Vészhelyzet, két epizód
- 2008: Doktor Addison, egy epizód
- 2009: Született feleségek, egy epizód
- 2016: Szívek szállodája – Egy év az életünkből, két epizód